# Dortmund-Eemskanaal
Het Dortmund-Eemskanaal (Duits: Dortmund-Ems-Kanal, afgekort DEK) is een 265 kilometer lang kanaal tussen de haven van Dortmund en Emden. Dit kanaal verbindt tevens het Ruhrgebied en het oosten van Duitsland via het Mittellandkanaal. 

## Ligging
Het kanaal ligt in het uiterste westen van Duitsland en loopt op korte afstand langs de Nederlandse grens. 
Het bestaat uit een noordelijk en een zuidelijk gedeelte. Het zuidelijke deel loopt van Dortmund tot aan de splitsing van het Mittellandkanaal. Dit gedeelte heeft twee sluizen er was een scheepslift bij Waltrop. Dit is het belangrijkste gedeelte en wordt daarom ook verdiept en verbreed. Het noordelijke gedeelte heeft twaalf sluizen en is van minder groot belang.

## Aanleg en aanpassingen
In 1892 werd met de aanleg van het kanaal begonnen. Veel van het graafwerk werd verricht door machines, maar tijdens de piekjaren waren er meer dan 4000 werknemers actief. Van het personeel kwam zo'n 30% uit het buitenland waaronder Nederlandse, maar ook Italiaanse metselaars en steenhouwers. De totale kosten, inclusief de subsidie voor de havens langs het kanaal, bedroegen ongeveer 80 miljoen Duitse mark. Op 11 augustus 1899 werd het DEK officieel geopend door keizer Wilhelm II.
Er werd veel gebruik gemaakt van het DEK waardoor aanpassingen noodzakelijk waren. In 1943 werd al 18 miljoen ton vracht over het kanaal vervoerd. Niet alleen de schaalvergroting bij de binnenvaart, grotere schepen, maar ook de verandering van sleepvaart naar gemotoriseerde schepen en de introductie van duwboten in de zeventiger jaren maakten verbeteringen nodig. In het zuidelijke deel van Dortmund naar de kruising van het Mittellandkanaal bij Bergeshövede werd het kanaal verbreed en verdiept en zo geschikt gemaakt voor grote motorvrachtschepen (afmetingen: 110m × 11,4m × 2,8m, laadvermogen: 2100 ton) en voor duwboten (afmetingen: 184m × 11,4m × 2,8m, laadvermogen: 3500 ton). Grote Rijnschepen kunnen dan via het Wesel-Dattelnkanaal, het Dortmund-Emskanaal, het Mittellandkanaal, het Elbe-Havelkanaal en de Untere-Havelstrasse naar Berlijn varen.
Op 4 km ten zuidoosten van het bij Greven (Westfalen) behorende dorp Gimbte, precies op de gemeentegrens Greven-Münster, kruist de Eems tussen het gehucht Fuestrup (Greven) en het dorp Gelmer (Münster) het DEK. Op deze locatie, die ook minder dan 10 km van de stad Münster ligt, is een binnenhaven aan dit kanaal, die tot 2026 vooral voor waterstaatkundige werken gebruikt wordt. De in 1939 voor het laatst vernieuwde zgn. Kanalüberführung Gelmer, een aquaduct over de Eems heen, waardoorheen het DEK loopt, is in 2019 door een nieuwe vervangen. De afbouw zal tot 2026 duren. Het is de bedoeling, dat het scheepvaartverkeer op het  DEK in de loop van 2021 normaal hervat kan worden.

## Functies
Het DEK verbindt het oostelijke Ruhrgebied met de zeehaven van Emden. Het is een transportader in het westen van Duitsland. In het zuiden ligt de grootste kanaalhaven van Europa, de haven van Dortmund, die tegelijkertijd met het kanaal werd aangelegd. In 2010 werd hier 2,5 miljoen ton lading overgeslagen. Langs het kanaal liggen nog tientallen kleinere havens. Dit leverde een dicht netwerk op waarvan de regionale economische ontwikkeling profiteerde. 
Naast het transport wordt het water ook gebruikt bij industriële processen. Verder levert het drinkwater en heeft tot slot een recreatieve functie.

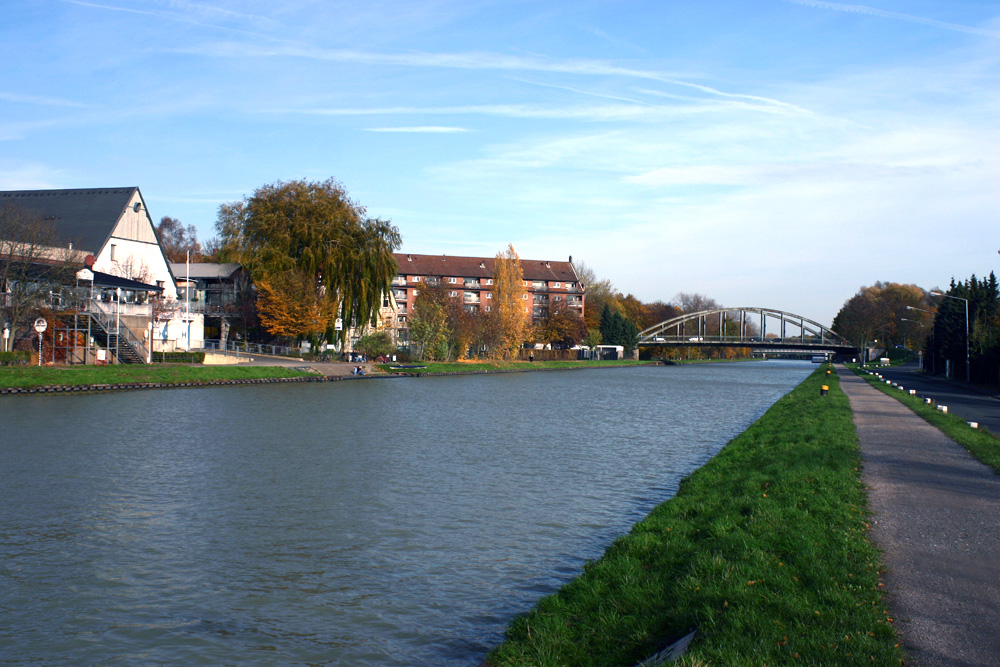
Dortmund-Eemskanaal in Münster
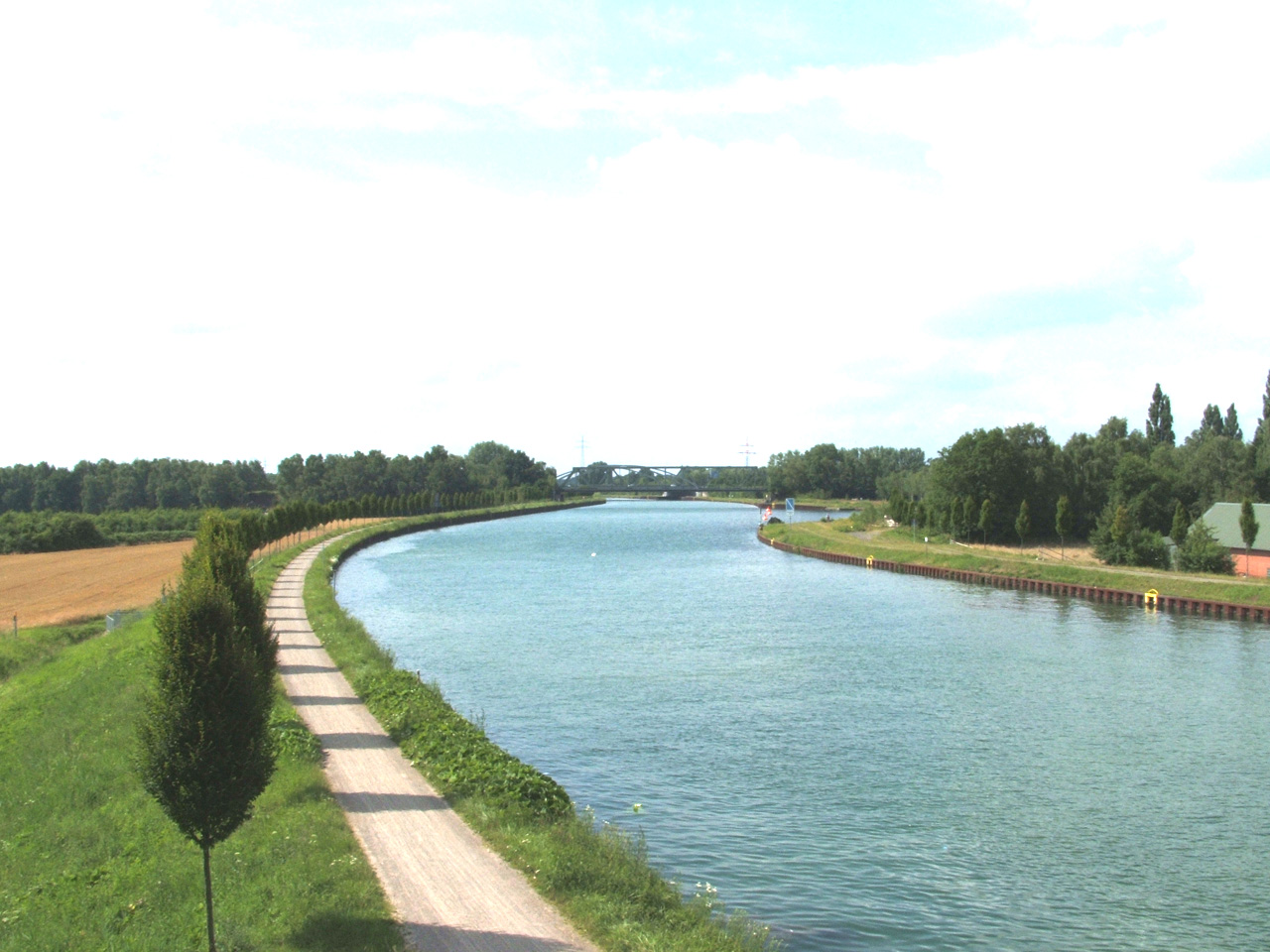
Het DEK bij Dortmund
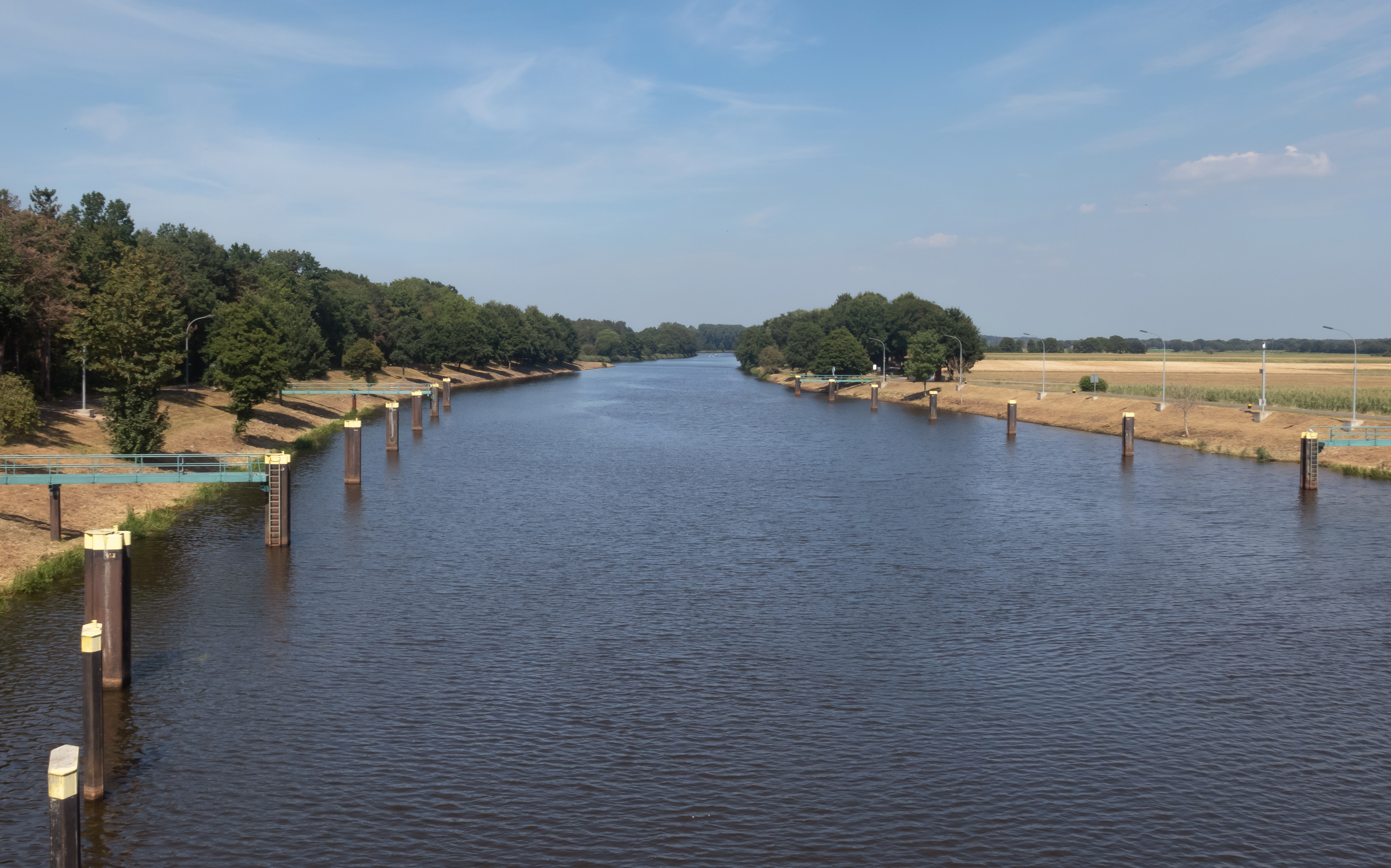
Dortmund-Emskanaal bij Haren
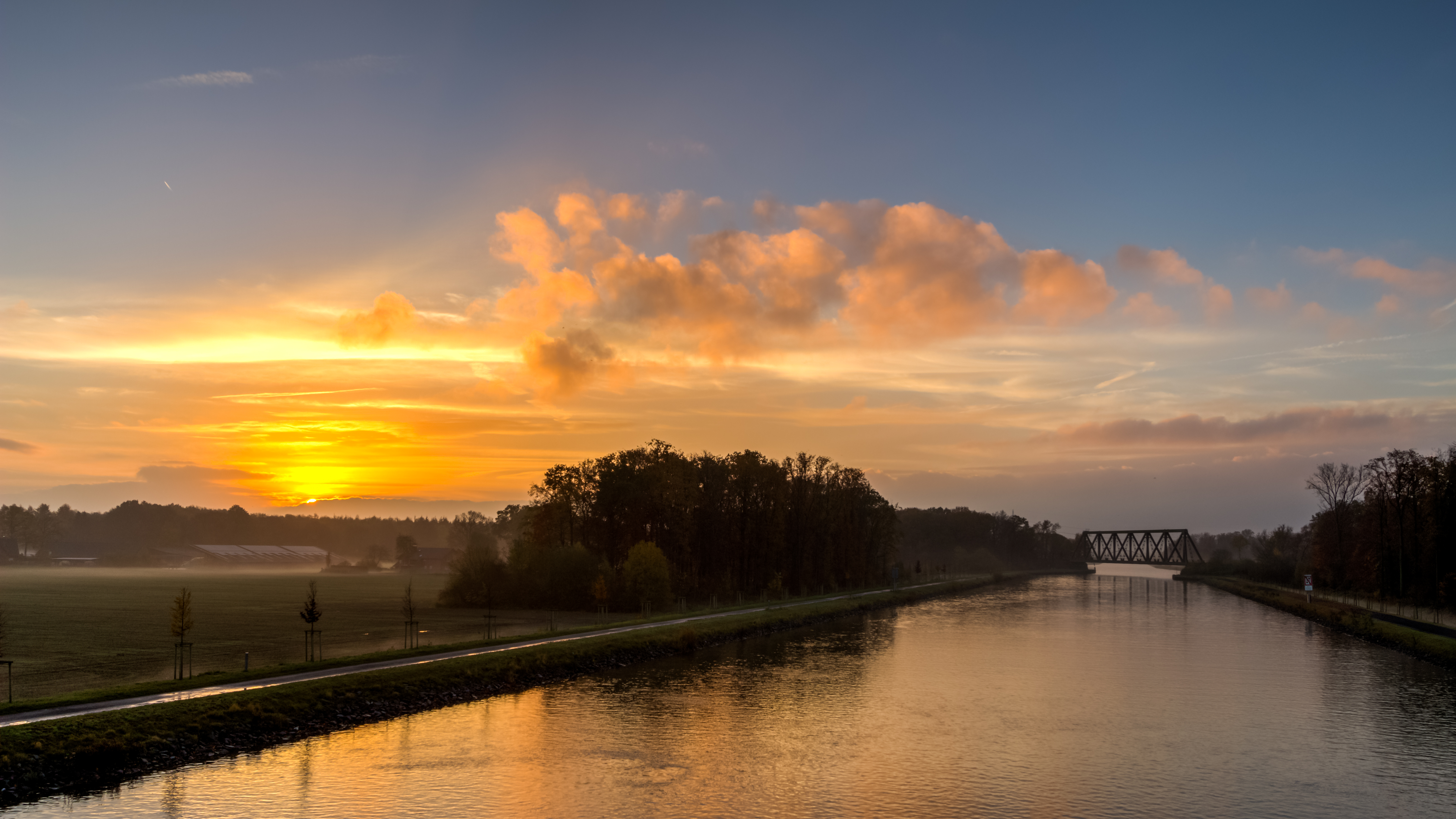
Het DEK en de brug van de spoorlijn Dortmund-Enschede nabij Lüdinghausen